# 鉄輪
『鉄輪』（かなわ）は、1972年4月22日に日本で公開された映画。本作は、夫に裏切られた妻が恨みの念を夫と浮気相手にぶつける物語。本作は過去と現代のシーンを行ったり来たりしながらストーリーが進行し、途中に「鉄輪」の能のシーンも描かれている。
2013年7月5日、幻の映画復刻レーベルDIGから初ソフト化された。

## あらすじ
はるか遠い昔のある夜、一人の中年の女が一心不乱に野を越え林道や川沿いの道を走り抜けてやっとの思いで貴船神社にたどり着く。中年の女は、数日前に夫に裏切られ若い女と夫婦になるため一方的に別れを告げられ、激しい怨みの念を抱いていた。元妻となった中年の女は丑の刻参りをすべく、神社の御神木に打ち付けたわら人形に怨みを込めながら木づちでいくつもの釘を打ち続ける。
数日間貴船神社に通い続けて何度目かの丑の刻参りを終えた元妻は、どこからか「鬼神の神通力を授けよう」とのお告げを聞く。続けてお告げで、逆さにした鉄輪（五徳）の3つの足にロウソクを立てて火を灯し、それを頭に被るよう聞いた元妻は、鬼神となって元夫と若い女の夢に現れ始める。元妻の悪夢にうなされるようになった元夫は、陰陽師・安倍晴明に会って事情を話し、元妻の怨みを鎮めてもらおうとする。
時は流れて現代、とある中年の男がいつものように若い女の部屋で浮気行為に及んでいると無言電話がかかり、電話を切るが、その夜ベルが鳴り続ける。電話の主は妻（中年の女）だと疑う中年の男は帰宅すると、無言電話を問い詰めようとするが、「私がどこに電話したと言うの？」と言われて何も言い返せない。その後も夫は若い女との浮気を重ねるが、彼女の部屋に無言電話が続き、2人は徐々に妻の強い嫉妬心に不安を抱き始める。
電話の音から逃げるように、とある湖畔のホテルに滞在することにした中年の男と若い女だが、宿泊部屋にも無言電話がかかってくる。2人は気分を変えるため、外のプールで泳いだり湖畔を散歩してみるが、何となく妻の気配を感じてしまい、結局部屋で過ごすことに。数日後、何度目かの無言電話を受けた若い女は、中年の男に「きっと中年の女がホテルの内通電話を使って無言電話をかけている」との考えを告げる。
2人はホテルの従業員たちに電話の主のことや他の客について聞くが、なぜかまともに取り合ってもらえず、自分たちで調べることに。数日後、隣に婦人が宿泊していたことを突き止めた2人はその夜、着物姿の女の後をこっそりと追って、ホテルの外へ向かう。湖に訪れた中年の男と若い女は薄闇の中、着物姿の女を見失うが、その直後、2人は後ろから背中を押されて湖へと落ちてしまう。

## スタッフ
- 監督・製作・脚本：新藤兼人
- 製作：桑原一雄
- 撮影：黒田清巳
- 音楽：林光

## キャスト
この欄の過去とは、安倍晴明が生きていたとされる平安時代。
中年の女
演 - 乙羽信子
現代…中年の男と結婚して約15年になる。年は40歳ぐらい。子供はおらず夫婦2人で東京のマンモス団地で暮らしている。しかし冒頭で中年の男から一方的に離婚を告げられるが頑なに別れることを拒否。夫の浮気に気づいた後どこで知り得たのかは不明だが浮気相手宅の電話に無言電話をかけ始める。
過去…数日前に夫から離婚を告げられたばかり。貴船神社の丑の刻参りでは若い女のことを呪いながら、わら人形の股間に釘を打ち込む。その後ロウソクの灯った鉄輪を頭に被り、右手に道具を持ち、赤色を基調とした装束姿で中年の男と若い女の前に現れる。
中年の男
演 - 観世栄夫
現代…中年の女の夫。年は40代ぐらい。自動車のセールスマンの仕事をしている。中年の女への愛情はほとんどない状態で、以前から若い女との浮気に溺れている。ここ最近夜は浮気相手の部屋で過ごしているが、妻には「仕事で忙しくて会社の寮で寝起きしている」と誤魔化している。男にしてはどちらかというと気が弱い性格で、女の自宅にかかってくるようになった無言電話に不機嫌になると同時に怯え始める。
過去…貴族らしき中年男。中年の女と離婚して若い女と夫婦になった。
若い女
演 - フラワー・メグ
現代…中年の男の浮気相手。年は20代前半ぐらい。性や裸についてオープンな性格で、自宅では「気が楽」という理由から裸で過ごしていることが多い。またセックスについて「男と寝ると綺麗になれるから」とのことで楽しんでいる。自宅で数羽のひよこを飼っており、犬やシロクマなどの動物のぬいぐるみもいくつか置いている。時々気性が荒くなり話し方も下品になることがある。ある時から下腹部に違和感を感じ、手を当てて悶るようになる。
過去…冒頭で中年の男の新しい妻となる。中年の男とは自身の部屋らしき場所で、性交以外にも日常的に楽しく戯れている。
人相見
演 - 殿山泰司
街頭の占い師で、筮竹(ぜいちく)などの道具を使う。関西弁で話す。ある日通りかかった中年の男と若い女のことを占い、「怪しげなる妖気が立ち上っている。女の深き執念が原因」と告げて注意を促す。
警部
演 - 戸浦六宏
中年の女から中年の男宛の投書(3mもの長い巻物仕様のもの)が届いたため、警察署で彼に事情を聞く。警部にしては親しみやすい人柄で、中年の男に砕けた話し方で接する。中年の男に離婚しないよう助言する。
ホテルのボーイ
演 - 原田大二郎
湖畔のホテルで働く。若い女が、部屋に備え付けの電話を壊したため中年の男共々電話を弁償するよう告げる。その後中年の男から隣の部屋に中年の女が宿泊しているかを尋ねられる。
フロント
演 -
ホテルのフロント係。中年の男から内線電話で他の客について質問されて「今夜は他には誰もおられません」と答える。しかしその後嘘をついていたことを認めて中年の男に「隣の部屋に一人のご婦人が宿泊されています」と答える。
交換嬢
演 - 蓼くにえ
ホテル内の電話交換手。中年の男と若い女の部屋に無言電話がかかってきた後、彼女が交換手に電話をかけて「今電話をかけてきたのはどこから？」と尋ねられる。あまり真面目な性格ではなく、勤務中におもちゃの金髪の女の子の人形で遊んだりしている。
女
演 - 川口敦子
和服を着た女性。ホテル近くの公衆電話から電話をかける。
警官
演 - 中村門
ホテルそばの湖の見回りをしていた所、直前に湖に落ちた中年の男と若い女に駆け寄り声をかける。
安倍晴明
演 -
過去のシーンで登場する陰陽師。元妻から怨みを持たれるようになった中年の男からどうしたら怒りを鎮められるかという相談を受ける。
その他
演 - 片山慶次郎（賛助出演）、宝生弥一（賛助出演）、小川吉信